# Tröllafossar
Die Tröllafossar (isl. tröll = „Trolle“, fossar = „Wasserfälle“) sind eine Reihe von Wasserfällen der Grímsá im Westen von Island.
Direkt westlich der Borgarfjarðarbraut  fällt die Grímsá in vielen kleinen Stufen um 2 m. Der Fluss ist ein bekannter Lachsfluss in Island und es gibt flussauf- und abwärts noch weitere Wasserfälle.